# Tasso Fragoso
Tasso Fragoso är en kommun i Brasilien.   Den ligger i delstaten Maranhão, i den östra delen av landet, 900 km norr om huvudstaden Brasília. Antalet invånare är 7 796.
Omgivningarna runt Tasso Fragoso är huvudsakligen savann. Trakten runt Tasso Fragoso är nära nog obefolkad, med mindre än två invånare per kvadratkilometer.